# إمبراطور روماني
كان الإمبراطور الروماني هو الحاكم الروماني للدولة خلال الفترة الاستعمارية (التي تبدأ في حوالي 27 قبل الميلاد). لم يكن للرومان لقب موحد للمنصب: باللاتينية ألقاب مثل إمبراطور (IMPERATOR) (من الإنجليزية التي يستمد الإمبراطور في نهاية المطاف، عن طريق empereur الفرنسية)، أغسطس لقب لاتيني معناه (المبجّل)، وقيصر princeps كانت ألقاب مرتبطه بالمنصب. في الممارسة، كان الإمبراطور هو الحاكم الأعلى لروما والقائد الأعلى للجحافل الرومانية.
من الناحية النظرية، ظلت روما جمهورية، تحكمها منشورات، ووضع الإمبراطور هو مجرد أول بين متساوين. هذا التصور القانوني كان بلا معنى لأن سلطه الاباطره أصبحت متزايدة. ومع ذلك، فقد حافظت على الاقل بدرجة احتفاليه حتى نهاية الإمبراطورية الرومانية - 476 في الإمبراطورية الرومانية الغربية والإمبراطورية الرومانية الشرقية في 1453.
اعتبر الرومان أن منصب الإمبراطور يختلف عن منصب الملك. رفض بحزم الإمبراطور الأول أغسطس الاعتراف بمنصبه كملك. على الرغم من ادعاء أغسطس أن سلطته كانت جمهورية بشكل أصيل، إلا أن خلفائه تيبيريوس ونيرو لم يتمكنوا من تقديم نفس الادعاء بشكل مقنع، ومع ذلك، خلال أول ثلاثمائة عام من الأباطرة الرومان، من أغسطس حتى ديوكلتيانوس، بُذلت العديد من الجهود لتصوير الأباطرة كقادة جمهوريين.
أدت إصلاحات الحكم الرباعي لديوكلتيانوس إلى تقسيم المنصب إلى إمبراطور واحد في الغرب وآخر في الشرق، حَكم الأباطرة حتى نهاية الإمبراطورية بأسلوب ملكي علني ولم يحافظوا على المبدأ الاسمي للجمهورية، لكن التناقض مع «الملوك» استمر: وعلى الرغم من أن الخلافة الإمبراطورية وراثية عموماً، فإنها لا تكون وراثية إلا إذا كان هناك مرشّح مناسب مقبول لدى الجيش والبيروقراطية، ولذلك لم يتم اعتماد مبدأ الميراث التلقائي. تم الحفاظ على عناصر الإطار الجمهوري (مجلس الشيوخ والقناصل والقضاة) حتى بعد نهاية الإمبراطورية الغربية.
كان الإمبراطور قسطنطين العظيم هو أول من اعتنق المسيحية علناً وسمح بحرية الدين، كما شهد عهده استبدال كابوت موندي من روما إلى القسطنطينية عام 330 بعد الميلاد. في أواخر القرن الخامس، انهارت الإمبراطورية الرومانية الغربية بعد عدة غزوات للأراضي الإمبراطورية من قبل القبائل الجرمانية البربرية. غالبًا ما يُعتبر رومولوس أوغستولوس آخر إمبراطور للإمبراطورية الغربية وذلك بعد تنازله القسري في عام 476. على الرغم من أن يوليوس نيبوس احتفظ باللقب الذي اعترف بالإمبراطورية الرومانية الشرقية حتى وفاته عام 480، إلا أنه ألغى الإمبراطور الشرقي زينون تقسيم المنصب وأعلن نفسه الإمبراطور الوحيد لإمبراطورية رومانية موحدة بعد وفاة نيبوس. أقام الإمبراطور هرقل علاقات دبلوماسية مع صحابة النبي محمد، لكنه فقد العديد من المناطق بعد الفتوحات الإسلامية. استمرت سلالة الإمبراطورية الشرقية في الحكم من القسطنطينية («روما الجديدة»)؛ استمر الحكام في تصميم أنفسهم تحت لقب «إمبراطور الرومان» (لاحقًا βασιλεύς Ῥωμαίων باليونانية)، ولكن غالبًا ما يشار إليهم في الدراسات الحديثة على أنهم أباطرة بيزنطيين. كان قسطنطين الحادي عشر هو آخر إمبراطور روماني في القسطنطينية، مات في فتح القسطنطينية على يد الإمبراطور العثماني محمد الثاني عام 1453.
من حكم هرقل في عام 629 فصاعدًا، اعتمد الأباطرة «البيزنطيون» لقب بازيليوس βασιλεύς، والذي يعني باللغة اليونانية «الملك» ولكنه أصبح لقبًا مخصصًا فقط للإمبراطور الروماني وحاكم الإمبراطورية الساسانية. ثم تمت الإشارة إلى الملوك الآخرين باسم ريغاس rēgas.
تم منح بعض الأباطرة مكانة إلهية بعد الموت بالإضافة إلى مكانهم البابوي. على الرغم من أن سلطة الإمبراطور في المسائل المتعلقة بالكنيسة خضعت للطعن من الناحية العملية، إلا أنه مع الهيمنة النهائية للمسيحية، كان يُنظر إلى الإمبراطور على أنه الحاكم المختار من الله، بالإضافة إلى الحامي الخاص والزعيم للكنيسة المسيحية على الأرض.
بسبب التمزق الثقافي للغزو التركي، فإن معظم المؤرخين الغربيين يعاملون قسطنطين الحادي عشر باعتباره آخر إمبراطور روماني. من عام 1453 وحتى انتهاء الإمبراطورية العثمانية في عام 1922، كان أحد الألقاب التي استخدمها السلاطين العثمانيون هو «قيصر روما»، كان جزء من ألقاب الدولة العثمانية مستوحاة من الإمبراطورية الرومانية.

## الخلفية والبدايات

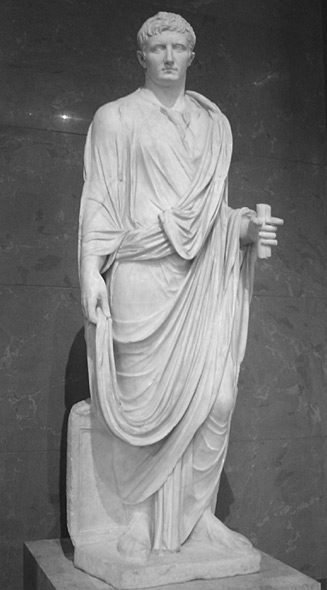
تمثال أغسطس، بين عامي 30 ق.م - 20 ق.م. يقع هذا التمثال في متحف اللوفر.

### الإمبراطورية الرومانية

خريطة توضح أقصى امتداد للدولة الرومانية وذلك في عهد تراجان.

الإمبراطورية الرومانية هو مصطلح أطلق على المرحلة التي تلت الجمهورية الرومانية التي حكمت روما، فهي تطور للحكم السياسي لروما، وقد تميزت مرحلة الحكم الإمبراطوري لروما في تلك الفترة بـالحكم الاستبدادي، وقد خلف الحكم الإمبراطوري 500 عام من الحكم الجمهوري لروما (510 ق. م - القرن الأول قبل الميلاد) الذي كان قد ضعف بسبب النزاع بين جايوس ماريوس وسولا والحرب الأهلية من يوليوس قيصر ضد بومبي، ليس هناك تاريخ محدد يبين انتقال روما من الجمهورية إلى الإمبراطورية، ولكن يمكن اعتبار بداية الإمبراطورية الرومانية من بداية تعيين يوليوس قيصير دكتاتوراً دائماً لروما سنة 44 ق. م، في المرحلة التي انتصر فيها أوكتافيين وريث يوليوس قيصر في معركة أكتيوم (32 سبتمبر 31 قبل الميلاد)، وكذلك منح مجلس الشيوخ الروماني عبارات التعظيم لأوكتافيين عبارات التعظيم وتلقيبه (أغسطس العظيم) في (16 يونيو 27 ق. م).
يعتبر المؤرخون المعاصرون أن أغسطس هو الإمبراطور الأول بينما يوليوس قيصر يعتبر آخر ديكتاتور للجمهورية الرومانية، وهي وجهة نظر تعود أصولها إلى الكتاب الرومان بلوتارخ وتاسيتوس وكاسيوس ديو، ومع ذلك، اعتقد غالبية الكتاب الرومان، بما في ذلك جوزيفوس، وبليني الأصغر، وسوتونيوس، وأبيان أن يوليوس قيصر هو الإمبراطور الأول.
لم يكن هناك أي لقب جديد في نهاية الجمهورية الرومانية، ولم يكن هناك أي لقب واحد يشير إلى الشخص الذي يتولى السلطة العليا. كان يوليوس قيصر إمبراطورًا، مثل العديد من الجنرالات الرومان قبله. بحلول نهاية الحروب الأهلية التي قاد فيها يوليوس قيصر جيوشه، بات من الواضح أنه لم يكن هناك إجماع على العودة إلى النظام الملكي القديم.
تولى يوليوس قيصر منصب القنصل الجمهوري أربع مرات، ثم شغل منصب الدكتاتور خمس مرات، وتم تعيينه ديكتاتورًا إلى الأبد (دكتاتور دائم) في 45 قبل الميلاد وكان «بونتيفيكس ماكسيموس» لفترة طويلة. حصل على هذه المناصب بموافقة مجلس الشيوخ وقبل اغتياله كان أقوى رجل في العالم الروماني.
في وصية قيصر، عين قيصر ابنه بالتبني أغسطس قيصر وريثًا له، وعند وفاة قيصر، ورث أغسطس ممتلكات والده بالتبني، كما نال ولاء معظم حلفائه، ونال عدد كبير من الألقاب والمكاتب التي كانت لدى القيصر وتم ذلك بموافقة مجلس الشيوخ. بعد عقد من وفاة قيصر، وضع انتصار أغسطس على حليفه السابق مارك أنطوني في أكتيوم حداً لأي معارضة فعالة وأكد سيادة أغسطس.
في عام 27 قبل الميلاد، ظهر أغسطس أمام مجلس الشيوخ وعرض التقاعد من عالم السياسة والحكومة، ومع ذلك، لم يطلب مجلس الشيوخ منه البقاء فحسب، بل زادوا من سلطاته وجعلوها مدى الحياة، كما تم منحه لقب أغسطس (الأعلى أو الإلهي، أقل إلى حد ما من إله ولكنه اقترب من الألوهية). بقي أغسطس في منصبه حتى وفاته؛ فالاتساع الهائل لسلطاته العليا كأمير وممثل دائم لجيوش روما كفل الاستمرار السلمي لما تبقى من الجمهورية اسمياً. وكانت «إعادة» سلطاته إلى مجلس الشيوخ وشعب روما دليلًا على أفعاله واحترامه للتقاليد.
قد يجادل بعض المؤرخين اللاحقين مثل تاسيتوس بأنه كان من الممكن استعادة الجمهورية الحقيقية حتى عند وفاة أغسطس، إلا أن أغسطس أعد ابنه تيبيريوس ليكون خليفته، ودفع أغسطس بابنه إلى مجلس الشيوخ من أجل الميراث على أساس الجدارة. عارض مجلس الشيوخ هذه القضية لكنه أكد في النهاية أن تيبيريوس كان برينسيبيس. وبمجرد وصول تيبيريوس إلى السلطة، بذل تيبيريوس جهدًا كبيرًا لمراقبة الأشكال والمضمون اليومي للحكومة الجمهورية.

## العصر الكلاسيكي
لم يكن لروما منصب دستوري واحد أو لقب أو رتبة تعادل بالضبط اللقب الإنجليزي «الإمبراطور الروماني». استخدم الرومان في العصر الإمبراطوري عدة ألقاب للإشارة إلى أباطرتهم، وكلها كانت مرتبطة بعصر ما قبل الإمبراطورية والجمهورية.
تنبع السلطة القانونية للإمبراطور من تركيز استثنائي للسلطات والمناصب الفردية التي كانت موجودة في الجمهورية وليس من منصب سياسي جديد؛ إذ تم انتخاب الأباطرة بانتظام لمنصب القنصل والرقيب. كان من بين امتيازاتهم الدائمة اللقب الجمهوري التقليدي لـ برينسيبيس سيناتوس (زعيم مجلس الشيوخ) والمنصب الديني بونتيفيكس ماكسيموس (رئيس هيئة الأحبار). شغل كل إمبراطور المنصب الديني واللقب حتى سلمه جراتيان إلى البابا سيرغيوس في 382 بعد الميلاد.
منحت هذه الألقاب والمكاتب مكانة شخصية عظيمة (ديجنيتاس) ولكن الأساس الذي استندت إليه سلطات الإمبراطور المستمدة أوكتوريتاس تولت سلطاته القيادية الأعظم (إمبريوم مايوس) وسلطات المحاكم (أطربون بوتستاس) باعتبارها صفات شخصية منفصلة عن منصبه العام، ونتيجة لذلك، تفوقت سلطاته على حكام المقاطعات والقضاة العاديين. كان له الحق في سن أو إلغاء عقوبة الإعدام، وكان مستحقاً لطاعة المواطنين العاديين (بريفاتي)، وبشروط (أكسيلياندي) كان بوسعه أن ينقذ أي شخص من أي قرار صادر عن بطارقة الروم. وبوسعه أن يلجأ إلى حق النقض ضد أي عمل أو اقتراح من جانب أي قاض، بما في ذلك أطربون (المحاكم الداخلية)، كان شخصاً مقدسًا.
يُعتقد أنه كان القضاة الرومانيون العاملون في مجال الأعمال الرسمية يرتدون شكل التوجة المرتبط بمنصبهم؛ والتراكيب المختلفة يترتديها اشخاص من الرتب المختلفة؛ وكان لكبار القضاة الحق في لبس التوجة مع اللون الأرجواني. كان لإمبراطور الجمهورية طوال فترة احتفالات النصر الحق في ارتداء توجة بيكتا (من الأرجواني الخالص والمطرز بشكل غني). يُعتقد أن كل من بومبي وقيصر قد ارتديا توجة النصر وغيرها من ملابس النصر في الوظائف العامة. تميز الأباطرة في وقت لاحق بارتداء توجة بوربوري (توجة الأرجواني)، ومن هنا جاءت عبارة «الدون الأرجواني».
أحد الألقاب المرتبطة عادة بالكرامة هي الإمبراتور «القائد»، يؤكد اللقب على التفوق العسكري للإمبراتور وهي مصدر الكلمة الإنجليزية إمبراطور.
وبصفته برينسبس سيناتوس (بمعنى «الرجل الأول في مجلس الشيوخ»)، كان بإمكان الإمبراطور استقبال السفارات الأجنبية إلى روما؛ من المعروف أن بعض الأباطرة (مثل تيبيريوس) قد فوضوا هذه المهمة إلى مجلس الشيوخ. بالمصطلحات الحديثة، يميل هؤلاء الأباطرة الأوائل إلى اعتبارهم رؤساء دولة، لكن مكتب برينسبس سيناتوس لم يكن قاضيا ولا ينطوي على إمبريوم. في بعض النقاط من تاريخ الإمبراطورية، كانت قوة الإمبراطور اسمية؛ وكان قادة البرايتوري، وقادة الجنود، وأعضاء الأسرة الإمبراطورية بمن فيهم الأمهات والجدات هم المصدر الحقيقي للسلطة.

### إمبراتور
يعود تاريخ اللقب إلى الجمهورية الرومانية، عندما يمكن أن يتم الترحيب بالقائد المنتصر كقائد في الميدان من قبل قواته. وعندئذ يستطيع مجلس الشيوخ أن يمنح أو يحجب شرف النصر؛ ومنها يحتفظ القائد المنتصر باللقب حتى نهاية ولايته القضائية. في التقاليد الرومانية، كان الانتصار الأول هو انتصار رومولوس، ولكن أول من شهد على لقب إمبراتور في سياق انتصار هو إيميليوس باولس في 189 قبل الميلاد. كان لقبًا يحمل فخرًا كبيرًا: استلمه بومبيوس وسولا أكثر من مرة، لكن وفقًا لديو، كان يوليوس قيصر هو أول من استخدمه بشكل دائم، كما مُنِح إلى وريث قيصر المتبنى، كان هذا شكلاً فريدًا ومبالغًا من أشكال الإطراء الذي منحه مجلس الشيوخ.
في 38 قبل الميلاد رفض أغريبا الاحتفال لانتصاراته تحت سلطة أغسطس. ومن ذلك الحين قام أغسطس باستخدام الإمبراتور كاسم أول. ومن هذا المنطلق جاء العنوان للدلالة على السلطة العليا وكان يستخدم عادة بهذا المعنى، ولكن فقط مع فيسباسيان أصبح إمبراطور (الإمبراطور) اللقب الرسمي الذي عرف به حاكم الإمبراطورية الرومانية.

### برينسيبس
كلمة برينسيبس وتعني «الأول»، كانت مصطلحًا جمهوريًا يستخدم للإشارة إلى المواطن (المواطنين) البارزين في الدولة. لقد كان لقبًا شرفيًا بحتًا دون أي واجبات أو صلاحيات مرتبطة به. كان اللقب المفضل لأغسطس، حيث أن استخدامه له يعني الأسبقية فقط، على عكس ألقابه الأخرى، كانت من ألقابه الأخرى إمبراطور، مما يعني الهيمنة. كان استخدام برينسبس بسبب دلالاته الجمهورية هو الأكثر شيوعًا للإشارة إلى الإمبراطور باللغة اللاتينية (على الرغم من أن الموقف الدستوري الفعلي للإمبراطور كان أساسًا من «تعظيم سلطة المحكمة، ولقب الإمبراطورية يحل محل كل الآخرين»).

## لقب إمبراطور
لم يكن هناك منصب دستوري «الإمبراطور الروماني» (أول شخص فعلا حمل هذا اللقب كان مايكل الأول في أوائل القرن التاسع، «امبراطور الرومان»)
«الإمبراطور الروماني» هو اللقب الذي يستخدمه المؤرخون في التعبير عن طبيعه أكثر تعقيدا بكثير من كونه «المواطن الأول» في الدولة الرومانية، ونتيجة ان هناك العديد من الآراء المختلفة على وجه التحديد على النحو متى كان الإمبراطور، وكيف كان هناك العديد من الاباطره.
كانت سلطة الإمبراطور القانونية مستمده من سلطة استثناءيه تركز الصلاحيات الفردية والمناصب الموجودة في الجمهورية.

## مواضيع مرتبطة
- الأمبراطورية الرومانية
- قائمة الاباطره الرومان